# Emesis saturata
Emesis saturata is een vlindersoort uit de familie van de prachtvlinders (Riodinidae), onderfamilie Riodininae.
Emesis saturata werd in 1886 beschreven door Godman & Salvin.